# Pteris dispar
Pteris dispar är en kantbräkenväxtart som beskrevs av Kze. Pteris dispar ingår i släktet Pteris och familjen Pteridaceae. Inga underarter finns listade.